# 胁本雄太
胁本雄太（日语：／ Wakimoto Yūta，1989年3月21日—）来自福井县福井市，是一名日本男子自行车运动员，主攻场地自行车竞速类项目，所属队伍是日本竞轮选手会福井支部。他的其中一个弟弟勇希同样是一名自行车选手。他曾在2020年世界场地自行车锦标赛上获得男子竞轮赛的银牌。